# Бихар
Биха́р (хинди बिहार; англ. Bihar, от санскр. вихара — «обитель, монастырь (будд.)») — штат на востоке Индии. Столица и крупнейший город — Патна. Граничит с Непалом (на севере) и со штатами Джаркханд (на юге), Уттар-Прадеш (на западе) и Западная Бенгалия (на востоке).

## География

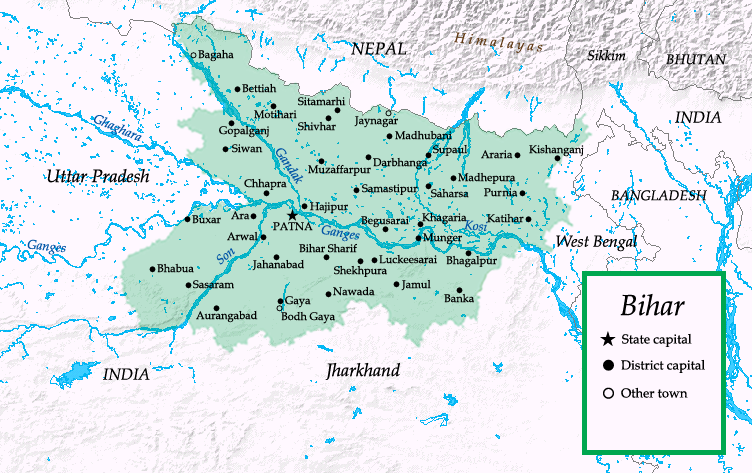
Карта Бихара

Площадь территории — 94 164 км² (12-е место). Бихар представляет собой огромную плодородную равнину. Река Ганг пересекает штат с запада на восток, деля его на две части. Бихар омывается также многочисленными притоками Ганга, крупнейшими из которых являются Коси, Гандак, Сон, Бурхи-Гандак и Багмати. На небольшом участке, на крайнем севере штата начинаются предгорья Гималаев. К югу от Бихара простирается плато Чхота-Нагпур, до 2000 года бывшее его частью, а сейчас расположенное на территории штата Джаркханд. В центральной части штата имеются невысокие холмы.
Климат — тропический муссонный. Довольно прохладная зима и жаркое лето. Самое жаркое время года — с апреля по середину июня. С июня по сентябрь — сезон муссонов.

## Природа
| Животное штата | Гаур                    |  |
| Птица штата    | Бенгальская сизоворонка |  |
| Древо штата    | Фикус священный         |  |
| Цветок штата   | Баухиния заострённая    |  |

Около 6 764 км² территории покрыто лесами, что составляет всего 7,1 % общей площади штата. Растительность представлена листопадными смешанными тропическими лесами, имеются заросли бамбука и кустарников. 
Среди фауны штата стоит отметить гангского дельфина, обитающего в системах рек Ганг и Брахмапутра. На сегодняшний день этот вид расценивается как находящийся под угрозой исчезновения. В округе Западный Чампаран находится национальный парк Валмики, являющийся одним из тигриных заповедников Индии.

## История
На территории современного штата Бихар, где находились древние государства (Магадха, Кошала, Вайшали), жил и проповедовал Будда (Сиддхартха Гаутама). Название штат получил от названия на санскрите монастыря (будд) — Вихара, на этой территории в древности находилось множество буддийских монастырей.

## Политика
Выборы в ассамблею штата в 2004—2005 годах пришлось проводить дважды, поскольку после первых выборов ни одна из коалиций не смогла завоевать большинство. Со второй попытки, однако, убедительную победу одержала коалиция партий Джаната дал (объединённая) — Бхаратия джаната парти, а Раштрия джаната дал — ключевой союзник Индийского национального конгресса на федеральном уровне — после более чем десяти лет у власти в штате потерпела сокрушительное поражение, возможно, связанное с постоянными коррупционными скандалами вокруг её лидера, Лалу Прасада Ядава, и его жены Рабри Деви, возглавлявшей до этого правительство штата.

## Население
По данным переписи 2011 года, население штата составляло 103 804 637, что делает его третьим в Индии по этому показателю после Уттар-Прадеша и Махараштры. Плотность населения составляет 1102,43 чел./км².
| 1951            | 1961            | 1971            | 1981            | 1991            | 2001            |
| --------------- | --------------- | --------------- | --------------- | --------------- | --------------- |
| 29 085 000 чел. | 34 841 000 чел. | 42 126 000 чел. | 52 303 000 чел. | 64 531 000 чел. | 82 999 000 чел. |

83,3 % населения штата исповедуют индуизм, 16,5 % — ислам, другие религии — менее 0,5 %.
Бо́льшая часть населения говорит на бихарских языках, которые ранее обычно относились к диалектам хинди: бходжпури, магахи, майтхили и ангика. Распространены также английский, хинди и урду, а в приграничных с Западной Бенгалией районах — бенгальский.
Сельское население составляет — около 85 % населения Бихара.
Уровень грамотности составляет 47 % (59,7 % мужчин и 33,1 % женщин), что ниже среднеиндийского. В городах этот показатель достигает 71,9 % (79,9 % мужчин и 62,6 % женщин), а в сельских районах — 43,35 % (57,1 % мужчин и 29,6 % женщин). Самый высокий уровень грамотности в городе Патна (63,82 %), а самый низкий — в округе Кишангандж (всего 31,02 %).
Соотношение полов: 919 женщин на 1000 мужчин.

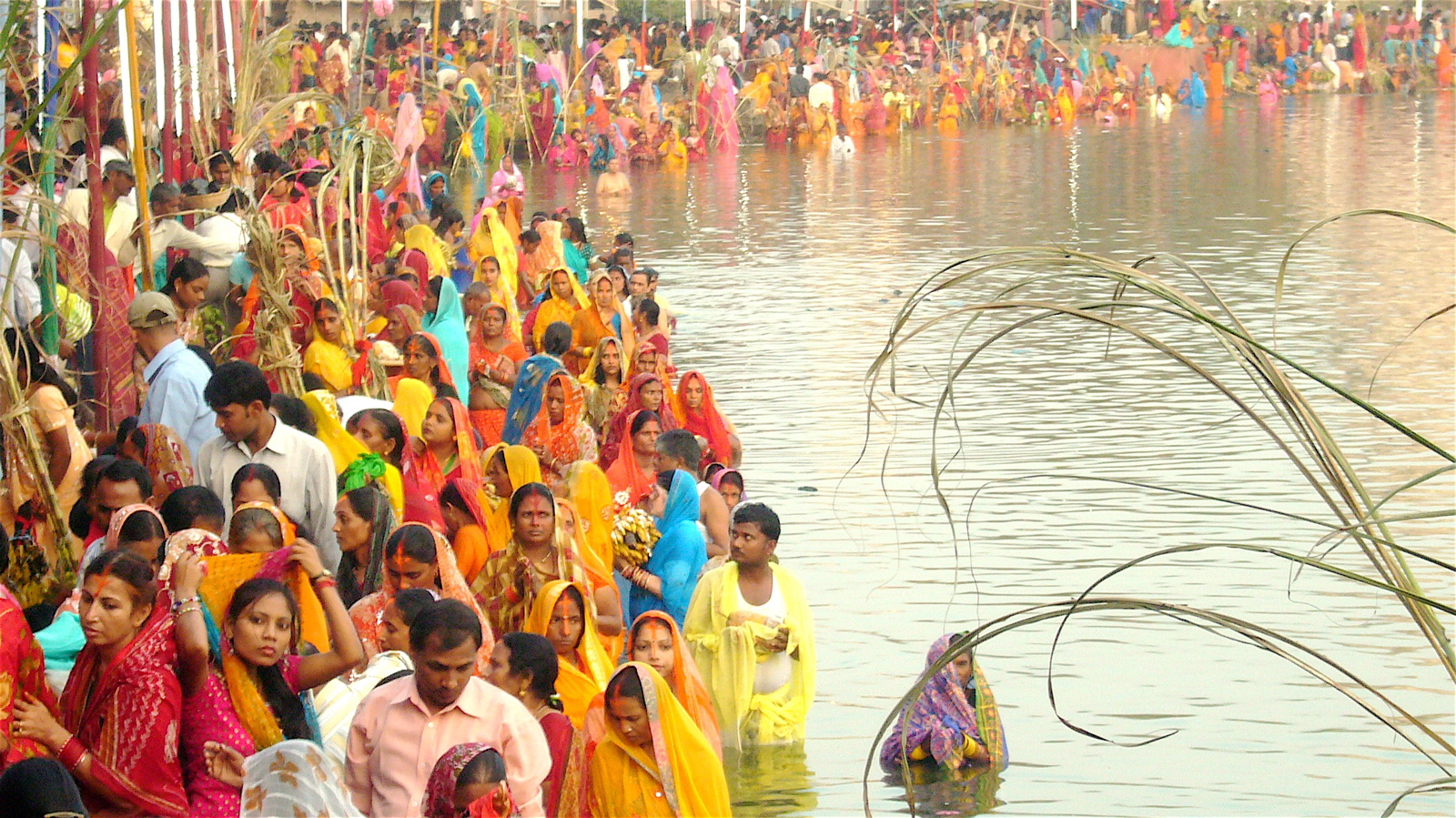
Фестиваль Чхатх

### Крупные города
- Патна — 1697 тыс. чел.
- Гая — 385 тыс. чел.
- Бхагалпур — 340 тыс. чел.
- Музаффарпур — 305 тыс. чел.
- Дарбханга — 266 тыс. чел.[3]

## Административное деление
В административном отношении Бихар подразделяется на 38 округов.

## Экономика

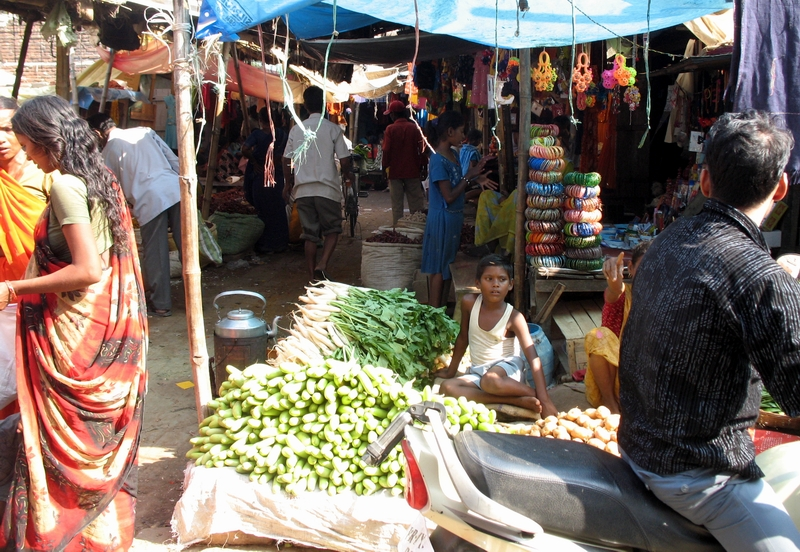
Сельский рынок в Бихаре

Экономика штата главным образом ориентирована на отрасли обслуживания, а также имеет значительную сельскохозяйственную базу и крупный промышленный сектор. На 2008 год. 35 % экономики Бихара приходилось на сельское хозяйство, 9 % — на промышленность, и 55 % — на отрасли обслуживания. Производственный сектор растёт весьма медленно по сравнению с среднеиндийскими показателями.
В Бихаре самый низкий ВВП на душу населения среди всех штатов Индии. В 1999—2008 гг. ВВП вырос на 5,1 %, что было ниже среднеиндийского (7,3 %). В последующие годы ВВП имел более быстрый рост, 18 % в 2006—2007 гг.
Важнейшая сельскохозяйственные культура штата — рис. Возделываются также: манго, гуаява, личи, ананасы, цветная капуста, бамия, баклажаны и капуста. Исторически важными секторами экономики штата были производство сахара и растительного масла. Так, до середины 50-х годов 25 % всего индийского сахара производилось в Бихаре.
С 1999 года в штате строится угольная ТЭС «Барх», мощность которой должна составить 3300 МВт. В 2013—2015 гг. в строй были введены первые два блока по 660 МВт, часть энергии которых идёт на нужды штата, часть — экспортируется в соседние.

## Транспорт
В Бихаре имеется 2 действующих аэропорта: Lok Nayak Jayaprakash в Патне и Gaya Airport в городе Гая. Аэропорт Патны обеспечивает рейсы в Дели, Мумбаи, Калькутту, Лакнау, Бангалор, Хайдарабад, Ченнаи, Пуну и Ранчи. Аэропорт Гая — международный, имеет рейсы в Коломбо, Сингапур, Бангкок, Паро и др.
В штате имеется обширная сеть железных и автомобильных дорог. Важное транспортное значение имеет также Ганг, судоходный на протяжении всего года, и связывающий Бихар со всей Гангской долиной.
В 1981 году в штате произошла, возможно, крупнейшая железнодорожная катастрофа XX века.

## СМИ
Наиболее популярные газеты на хинди включают «Хиндустан», «Дайник Джагран», «Aj Daily» и «Prabhat Khabar», национальные англоязычные газеты: «The Times of India», «Hindustan Times» и «The Economic Times» также имеют читателей в городских районах. Популярны ряд национальных и международных каналов; каналы, посвященные Бихару: DD Bihar, Sahara Bihar и ETV Bihar. В последнее время появились также 2 канала на бходжпури: Mahuaa TV и Purva TV.

## Достопримечательности
Имеется ряд сооружений, представляющих интерес для паломников разных религий: индуистов, джайнистов, буддистов и мусульман. В Бихаре также находится несколько археологических памятников и древних фортов.